# NGC 1515
NGC 1515 é uma galáxia espiral barrada (SBbc) localizada na direcção da constelação de Dorado. Possui uma declinação de -54° 06' 00" e uma ascensão recta de 4 horas, 04 minutos e 02,1 segundos.
A galáxia NGC 1515 foi descoberta em 5 de Novembro de 1826 por James Dunlop.